# الله اکبر (سرود ملی)
الله اکبر عنوان سرود ملی جماهیری عظمای خلق سوسیالیستی عربی لیبی و پیش از آن جمهوری عربی لیبی بود. این سرود در اصل یک مارش مصری است که در جریان جنگ کانال سوئز در ۱۹۵۶ در مصر و سوریه محبوب شد. این سرود در اول سپتامبر ۱۹۶۹ توسط معمر قذافی رهبر لیبی، انتخاب شد و نشان دهنده امیدهای او برای متحد کردن جهان عرب است. این سرود جایگزین سرود ملی قبلی لیبی، یعنی لیبی، لیبی، لیبی شد که از زمان استقلال پادشاهی لیبی در ۱۹۵۱ مورد استفاده بود.

## متن سرود
| Arabic | |
| الله أکبر الله اکبر الله أکبر فوق کید المعتدی الله للمظلوم خیر مؤید أنا بالیقین وبالسلاح سأفتدی بلدی ونور الحق یسطع فی یدی قولوا معی قولوا معی الله الله الله أکبر الله فوق المعتدی | خدا بزرگتر است! خدا بزرگتر است! خدا فرای نیرنگ تجاوزگران است، خدا ستم‌دیدگان را بهترین یاری‌رسان است. با بیگمانی و سلاح از کشورم دفاع خواهم کرد، و نور حق در دستم خواهد درخشید. با من بگویید! با من بگویید! خدا، خدا، خدا، بزرگترین است خدا بزرگتر از هر تجاوزگر است.         |
| یا هذه الدنیا أطلی واسمعی جیش الأعادی جاء یبغی مصرعی بالحق سوف أرده وبمدفعی فإذا فنیت فسوف أفنیه معی قولوا معی قولوا معی الله الله الله اکبر الله فوق المعتدی                       | ای جهان، به من گوش کن و مرا ببین، که لشکر دشمنان در طمع نابودی من برآمد، با دفاع خود و حق با او می‌جنگم و اگر بمیرم او را با خود خواهم برد! با من بگویید! با من بگویید! خدا، خدا، خدا، بزرگترین است خدا بزرگتر از هر تجاوزگر است.                                            |
| الله أکبر الله اکبر قولوا معی الویل للمستعمر وﷲ فوق الغادر المتجبر الله أکبر یا بلادی کبری وخذی بناصیة المغیر ودمری قولوا معی قولوا معی الله الله الله أکبر الله فوق المعتدی        | خدا بزرگتر است! خدا بزرگتر است! با من بگویید وای بر هر استعمارگر! و خدا فرای هر متجاوز خودبین است! خدا بزرگترین است، ای کشورم، با من بگو! و دشمنان را از پیشانی‌شان گرفته نابودشان کن! با من بگویید! با من بگویید! خدا، خدا، خدا، بزرگترین است خدا بزرگتر از هر تجاوزگر است. |